# ركض العرضة
ركض العرضة؛ هي رياضة تقليدية تمارس في ولايات سلطنة عُمان كسباق استعراضي للهجن والخيول، ويؤدى خلاله أحد الفنون العُمانية التقليدية المعروف بالهمبل. أُدرج ركض العرضة عام 2018م في القائمة التمثيلية للتراث الثقافي غير المادي للإنسانية بمنظمة اليونسكو.

## أعراف ركض العرضة
من الأعراف المتداولة في هذه الرياضة: عُرف الحشمة الذي يفرض احترام المتنافس، وقد يعاقب بالتنبيه أو الإيقاف عن المنافسة في عدة مناسباب من يقلل من شأن الفارس وفرسه أو ناقته في السباق أو من يقوم كذلك بالخداع.

## أنواع ركض العرضة
- سباق العرضة الداخلي ويكون على مستوى البلدة أو الولاية. وفيه يخرج الإهالي من البلدة إلى ميدان السباق وهم ينشدون الهمبل.
- سباق العرضة الخارجي: وفيه يشارك فيه متسابقون من ولاية أخرى أو بلدة أخرى. وتقوم البلدة المضيفة باستقبال ضيوفها وهم ينشدون الهمبل ترحيبًا بهم، ثم يسيرون معًا نحو ميدان السباق وهم مرددين هذا الفن. ويبدأ في هذا السباق المضيفون السباق ثم يشاركهم الضيوف.[2]

## كيفية تأديته
يؤدى سباق الركضة كالآتي:
- يبدأ السباق بتحديد المسؤولين عن التحكيم وفض النزاعات، ويقوم بهذه المهمة كبار الفرسان وكبار السن.
- يقسم السباق إلى أشواط، يشارك فيه فارسان في كل شوط من هذه الأشواط، إلى ينتهي كل المشاركين.
- تحدد مسافة السباق والتي تتراوح عادة بين 400 و 600 م، وتوضع علامة لتحديد نقطة البداية والنهاية.
- يحضر أهالي البلدة في ميدان السباق ويستقبلون الضيوف من خارجها في حال كان السباق على مستوى أكثر من بلدة.
- يبدأ سباق عرضة الخيول بالمرواس وينتهي به، والمرواس هو إحماء الخيول والفرسان استعدادًا للسباق، ويختتم السباق يسباق بمرواس التحوريب بمعنى الدوران في الميدان مع إنشاد فن الهمبل.[2][3]

## وصلات خارجية
- تقرير مهرجان شمال الباطنة لمزاينة ركض العرضة
- ركض العرضة بين الإصالة والمعاصرة
- ذكريات العيد ركض عرضة الإبل والخيل بولاية الكامل والوافي 1988